# مارسلو بنیتز (بازیکن فوتبال، زاده ۱۹۹۱)
مارسلو بنیتز (انگلیسی: Marcelo Benítez؛ زادهٔ ۱۳ ژانویهٔ ۱۹۹۱) بازیکن فوتبال اهل آرژانتین است.
از باشگاه‌هایی که در آن بازی کرده‌است می‌توان به باشگاه فوتبال گودوی کروز اشاره کرد.